# Африканска изрисувана жаба
Африканските изрисувани жаби (Hildebrandtia ornata) са вид земноводни от семейство Ptychadenidae.
Разпространени са в саваните на Субсахарска Африка.
Таксонът е описан за пръв път от германския естественик Вилхелм Петерс през 1878 година.